# Photinus consanguineus
Photinus consanguineus är en skalbaggsart som beskrevs av Leconte 1852. Photinus consanguineus ingår i släktet Photinus och familjen lysmaskar. Inga underarter finns listade i Catalogue of Life.